# 路见可
路见可（1928年11月28日—），男，江苏宜兴人，中国数学家，武汉大学教授，曾任中国数学会常务理事。